# Raghunath Joshi
Raghunath K. Joshi, né en 1936 à Kolhapur et décédé le 5 février 2008 à San Francisco, est un graphiste, créateur de caractères et poète indien.
Il a notamment créé et participé à la création de plusieurs de polices de caractères d’écritures indiennes distribuée par Microsoft avec Microsoft Windows : Gautami, Kartika, Latha, Mangal, Shruti et Vrinda ; ou les polices Raghu pour Linux (IndiX). Il enseigne à l’Industrial Design Centre-Indian Institute of Technology (IDC-IIT) à Bombay de 1983 à 1996.